# 佐々木俊尚
佐々木 俊尚（ささき としなお、1961年12月5日 - ）は、日本のジャーナリスト・評論家。妻はイラストレーターの松尾たいこ。

## 経歴
兵庫県西脇市出身。1980年、愛知県立岡崎高等学校卒業。早稲田大学政治経済学部政治学科中退後、1988年に毎日新聞社に入社。警視庁捜査一課、遊軍などを担当し、殺人事件や海外テロ、コンピュータ犯罪などを取材する。
1999年10月、アスキーに移籍し『月刊アスキー』編集部などを経て2003年2月に退社して以後はフリーランス。
杉並区住基ネット調査会議委員、情報ネットワーク法学会会員、朝日新聞社総合研究本部客員研究員、オーマイニュース編集委員、経済産業省情報大航海プロジェクト制度検討タスクフォース委員、成城大学文芸学部非常勤講師、早稲田大学政経大学院非常勤講師、東京大学大学院情報学環電通寄付講座「コミュニケーションダイナミクス」特任研究員、「TABI LABO」編集長。
『電子書籍の衝撃 -本はいかに崩壊し、いかに復活するか？』で2010年度大川出版賞を受賞した。

## 人物
- 苦手な食べ物は海藻類（わかめ、もずく等）。海苔、昆布は大丈夫[3]。
- 2022年時点では、東京、長野県軽井沢町、福井県美浜町の3拠点生活をしていたが[4]、2023年より福井県の拠点を敦賀市に変更した[5]。
- 2002年に潰瘍性大腸炎を発症した[6]。

## 著作

### 書籍
- 『徹底追及個人情報流出事件』秀和システム、2004年　ISBN 4-7980-0848-6
- 『ヒルズな人たち－IT業界ビックリ紳士録』小学館、2005年　ISBN 978-4-09-387564-6
- 『ライブドア資本論』日本評論社、2005年　ISBN 978-4-535-58441-9
- 『図解ネット業界ハンドブック』東洋経済新報社、2005年　ISBN 978-4-492-09243-9
- 『グーグルGoogle－既存のビジネスを破壊する』文春新書、2006年　ISBN 978-4-16-660501-9
- 『検索エンジンがとびっきりの客を連れてきた！－中小企業のWeb 2.0革命』ソフトバンククリエイティブ、2006年　ISBN 978-4-7973-3592-7
- 『ウェブ2.0は夢か現実か？－テレビ・新聞を呑み込むネットの破壊力』宝島社新書、2006年　ISBN 978-4-7966-5416-6
- 『ネットvs.リアルの衝突－誰がウェブ2.0を制するか』文春新書、2006年　ISBN 978-4-16-660546-0
- 『次世代ウェブ－グーグルの次のモデル』光文社新書、2007年　ISBN 978-4-334-03385-9
- 『2ちゃんねるはなぜ潰れないのか?』扶桑社新書、2007年　ISBN 978-4-594-05388-8（※西村博之との対談を収録）
- 『フラット革命』講談社、2007年　ISBN 978-4-06-213659-4
- 『3時間で「専門家」になる私の方法－ITジャーナリストの超情報収集・整理術』PHP研究所、2007年　　ISBN 978-4-569-69504-4
- 『ネット未来地図－ポスト・グーグル時代 20の論点』文春新書、2007年　ISBN 978-4-16-660595-8
- 『起業家2.0―次世代ベンチャー9組の物語』小学館、2007年　ISBN 978-4-09-3877541
- 『ウェブ国産力―日の丸ITが世界を制す』アスキー新書、2008年　ISBN 978-4-75-6150950
- 『「みんなの知識」をビジネスにする』翔泳社、2008年　ISBN 978-4-79-8113913（※兼元謙任との共著）
- 『インフォコモンズ』講談社、2008年　ISBN 978-4-06-2820929
- 『ブログ論壇の誕生』文春新書、2008年　ISBN 978-4-16-660657-3
- 『ケータイ小説家―憧れの作家10人が初めて語る“自分”』小学館、2008年　ISBN 978-4-09-3878166
- 『ひと月15万字書く私の方法』PHP研究所、2009年　ISBN 978-4-56-9708676
- 『2011年 新聞・テレビ消滅』文春新書、2009年　ISBN 978-4-16-6607082
- 『仕事するのにオフィスはいらない』光文社新書、2009年　ISBN 978-4-33-4035150
- 『ニコニコ動画が未来をつくる ドワンゴ物語』アスキー新書、2009年　ISBN 978-4-04-8679992
- 『ネットがあれば履歴書はいらない-ウェブ時代のセルフブランディング術』宝島社新書、2010年　ISBN 978-4-79-6674850
- 『マスコミは、もはや政治を語れない 徹底検証:「民主党政権」で勃興する「ネット論壇」』講談社、2010年　ISBN 978-4-06-2950572
- 『電子書籍の衝撃』ディスカヴァー携書、2010年　ISBN 978-4-88-7598089
- 『本当に使えるウェブサイトのすごい仕組み』日本経済新聞出版社、2010年　ISBN 978-4-53-2195519
- 『決闘　ネット「光の道」革命』文春新書、2010年　ISBN 978-4166607785（※孫正義との対談を収録）
- 『キュレーションの時代 「つながり」の情報革命が始まる』ちくま新書、2011年　ISBN 978-4480065919
- 『「当事者」の時代』光文社新書、2012年　ISBN 978-4334036720
- 『レイヤー化する世界 テクノロジーとの共犯関係が始まる』NHK出版新書 2013年 ISBN 978-4-14-088410-2
- 『自分でつくるセーフティネット～生存戦略としてのIT入門～』大和書房 2014年 ISBN 978-4-479-79432-5
- 『いつもの献立がごちそうになる！新・家めしスタイル』マガジンハウス 2014年 ISBN 978-4-8387-2698-1
- 『家めしこそ、最高のごちそうである。簡単、なのに美味い！』マガジンハウス 2014年 ISBN 978-4-8387-2645-5
- 『21世紀の自由論 「優しいリアリズム」の時代へ』NHK出版新書 2015年 ISBN 978-4-14-088459-1
- 『そして、暮らしは共同体になる。』KTC中央出版 2016年 ISBN 978-4-87758-755-0
- 『新しいメディアの教科書』AmazonPublishing 2017年 ASIN B073P49995
- 『思想的リーダーが世論を動かす』（監修）パンローリング 2018年 ISBN 978-4-7759-4194-2
- 『広く弱くつながって生きる』幻冬舎新書 2018年 ISBN 978-4-344-98491-2

### 寄稿
グリーが運営していた有料メルマガサービス『Magalry（マガリー）』に寄稿していた。

## 出演

### レギュラー
- FLAG7（フジテレビ - ホウドウキョク、火曜アンカー 2017年4月3日 - ）
- 飯田浩司のOK! Cozy up! （ニッポン放送、隔週水曜コメンテーター　2019年7月-）
- TIME LINE （TOKYO FM、月曜パーソナリティ）
- 世界へ発信!SNS英語術（NHK、不定期)

### 過去
- あしたのコンパス （フジテレビ - ホウドウキョク、2015年4月 - 2017年3月28日、火曜アンカー）